# Перехід (фільм)
Перехід (англ. The Passage) — британський фільм 1979 року.

## Сюжет
Друга світова війна. Франція окупована фашистами. Місцеві підпільники хочуть вивезти з країни відомого вченого професора Джона Бергсона. Оскільки всі кордони перекриті, то шлях лежить тільки через Піренеї. Але гори приховують занадто багато перешкод і труднощів, щоб професор самостійно зміг дістатися до Іспанії. Тому підпільники звертаються за допомогою до старого баскського фермера, який пасе в цих горах своїх кіз. Вони просять його бути провідником для професора Бергсона та його родини. Їх переслідує садист — капітан СС Фон Берков.

## У ролях
| Актор              | Роль                  |
| ------------------ | --------------------- |
| Ентоні Квінн       | Баск                  |
| Джеймс Мейсон      | професор Джон Бергсон |
| Малкольм Макдавелл | капітан Фон Берков    |
| Патріція Ніл       | Аріель Бергсон        |
| Кей Ленц           | Леа Бергсон           |
| Крістофер Лі       | старий циган          |
| Пол Клеменс        | Пол Бергсон           |
| Роберт Різ         | син цигана            |
| Марсель Боззюффі   | Переа                 |
| Мішель Лонсдаль    | Ален Реудо            |
| Пітер Арне         | провідник             |
| Невілл Джейсон     | лейтенант Рейнке      |
| Роберт Браун       | майор                 |
| Роуз Альба         | мадам Альба           |